# Harpalus corpulentus
Harpalus corpulentus är en skalbaggsart som beskrevs av Thomas Casey. Harpalus corpulentus ingår i släktet Harpalus och familjen jordlöpare. Inga underarter finns listade i Catalogue of Life.